# Саръгьол (дем Кукуш)
Вижте пояснителната страница за други значения на Саръгьол.
Саръгьол (на гръцки: Κρηστώνη, Кристони, катаревуса Κρηστών, Кристон, до 1927 година Σαρηγκιόλ или Σαρή Γκιόλ, Саригьол) е село в Егейска Македония, Гърция, дем Кукуш, област Централна Македония с 1138 жители (2001).

## География
Селото е разположено на 5 километра южно от Кукуш (Килкис).

## История

### В Османската империя
В XIX век Саръ гьол е турско село в каза Аврет Хисар (Кукуш) на Османската империя. В „Етнография на вилаетите Адрианопол, Монастир и Салоника“, издадена в Константинопол в 1878 година и отразяваща статистиката на населението от 1873 година, Съръгюлово (Sarighiulovo) е посочено като селище в каза Аврет Хисар (Кукуш) с 30 домакинства, като жителите му са 96 българи. Според статистиката на Васил Кънчов („Македония. Етнография и статистика“) в 1900 година Сари Гьолъ има 325 жители турци.

### В Гърция
В 1913 година след Междусъюзническата война селото попада в Гърция. През Първата световна война в близост до селото е разположена британска военно-полева болница, която после се превръща в Британско военно гробище. Боривое Милоевич пише в 1921 година („Южна Македония“), че Саригьол (Сариђол) има 75 къщи турци.
Населението му се изселва в Турция и на негово място са настанени гърци бежанци. През 1927 години селото е прекръстено на Кристон. В 1928 година селото е изцяло бежанско със 171 семейства и 511 жители бежанци.
По-късно в селото са настанени понтийски гърци, емигранти от Съветския съюз.

## Личности
Починали в Саръгьол
- Петър Калешев (? – 1905), гъркомански революционер, деец на Гръцката въоръжена пропаганда в Македония